# Charge à payer
 (février 2023).
Si vous disposez d'ouvrages ou d'articles de référence ou si vous connaissez des sites web de qualité traitant du thème abordé ici, merci de compléter l'article en donnant les références utiles à sa vérifiabilité et en les liant à la section « Notes et références ».
Une charge à payer est un passif certain dont il est nécessaire d’estimer le montant ou l’échéance avec une incertitude moindre que s’agissant d’une provision pour risque et charges. C’est donc une catégorie de passif intermédiaire entre les dettes et les provisions.
Le compte « charge à payer » est un compte présent dans le plan comptable français.
Il sert à enregistrer des  charges qui ne seraient pas encore facturées à la clôture d'un exercice, bien que s'y rattachant (par exemple, des factures de consultant reçues après la fin de l'exercice).